# Carrizal, Jalisco
Carrizal är en ort i Mexiko.   Den ligger i kommunen Mezquitic och delstaten Jalisco, i den centrala delen av landet, 600 km nordväst om huvudstaden Mexico City. Carrizal ligger 1 443 meter över havet och antalet invånare är 138.
Terrängen runt Carrizal är bergig västerut, men österut är den kuperad. Runt Carrizal är det mycket glesbefolkat, med 4 invånare per kvadratkilometer. Närmaste större samhälle är San Andrés Cohamiata, 7,0 km öster om Carrizal. I omgivningarna runt Carrizal växer huvudsakligen savannskog.